# Coming of Age (singel Foster the People)
Coming of Age – utwór amerykańskiego indiepopowego zespołu Foster the People, który znalazł się na ich drugim albumie studyjnym, zatytułowanym Supermodel. Utwór wydany został 14 stycznia 2014 roku przez wytwórnię Columbia Records jako pierwszy singel z nowego albumu. Twórcami tekstu utworu są Mark Foster, Isom Innis, Jacob Fink, Sean Cimino, Paul Epworth, zaś produkcją zajęli się Mark Foster oraz Paul Epworth. Do singla nakręcono także teledysk, a jego reżyserią zajął się BRTHR. Utwór dotarł do 69. miejsca na liście Canadian Hot 100.

## Pozycje na listach przebojów
| Kraj              | Lista (2014)                   | Najwyższa pozycja |
| ----------------- | ------------------------------ | ----------------- |
| Australia         | Top 50 Singles                 | 64                |
| Kanada            | Canadian Hot 100               | 69                |
| Słowacja          | Hitparáda Radio Top 100        | 58                |
| Stany Zjednoczone | Bubbling Under Hot 100 Singles | 3                 |
| Stany Zjednoczone | Alternative Songs              | 4                 |
| Stany Zjednoczone | Hot Rock Songs                 | 14                |
| Wielka Brytania   | UK Singles Chart               | 158               |